# Pentakidodécaèdre
Un pentakidodécaèdre est un polyèdre dual d'un solide d'Archimède, ou un solide de Catalan. Son dual est l'icosaèdre tronqué.
Il peut être vu comme un dodécaèdre avec une pyramide pentagonale couvrant chaque face. Cette interprétation est exprimée dans le nom.

## Chimie
Le pentakidodécaèdre dans un modèle de fullerène : chaque segment de surface représente un atome de carbone.